# (26720) Yangxinyan
(26720) Yangxinyan est un astéroïde de la ceinture principale.

## Description
(26720) Yangxinyan est un astéroïde de la ceinture principale. Il fut découvert le 18 avril 2001 à Socorro (Nouveau-Mexique) par le projet LINEAR. Il présente une orbite caractérisée par un demi-grand axe de 2,33 UA, une excentricité de 0,12 et une inclinaison de 2,0° par rapport à l'écliptique.

## Compléments